# Ichthyostoma thulinii
Ichthyostoma es un género monotípico de plantas con flores perteneciente a la familia Acanthaceae. Su única especie, Ichthyostoma thulinii, es originaria de Somalia.

## Descripción
Es un arbusto moderadamente ramificado con ramas retorcidas, que alcanza los 1-1,5 m de altura; tallos viejos estriados con grietas irregulares y pelada la corteza exterior; tallos jóvenes bastante pilosas. Hojas en pares desiguales; hoja ovadas a obovadas, de 25-35 x 16-19 mm, atenuadas en la base, obtusas en el ápice. Flores ya sea individuales cerca de los brotes jóvenes o en dicasios simples formadas por flores adicionales que aparecen más adelante en axilas de las brácteas; pedicelo 2-4 mm de largo; pedúnculo de 5-14 mm de largo; brácteas en forma de hoja. Corola de color blanco amarillento y pálido al magenta. Cápsula de 31,5 mm de largo, escasamente pilosas. Semillas redondeadas en su contorno.

## Taxonomía
Ichthyostoma thulinii fue descrita por Hedrén & Vollesen y publicado en Nordic Journal of Botany 16(4): 441. 1996[1997].